# 甘露庚酮糖
甘露庚酮糖（英語：Mannoheptulose）是一种庚糖，即有七个碳原子的单糖。它是己糖激酶的抑制剂，通过竞争性地与己糖激酶结合来阻断葡萄糖的磷酸化。结果是葡萄糖的降解被抑制。D-甘露庚酮糖最早在鳄梨中发现。
有研究指出，甘露庚酮糖會抑制胰島素分泌。甘露庚酮糖的代谢过程不产生6-磷酸葡萄糖酸，所以最终不会生产ATP。胰島B细胞表面的ATP敏感钾离子通道需要ATP才能关闭。当它不关闭时，细胞将保持极化，阻止钙离子（Ca2+）进入，因而抑制胰岛素的分泌。